# 1730

## أحداث
- تأسيس مدينة جوسكاران وتقع حاليا في هندوراس.
- بداية الحرب العثمانية الصفوية في 1730 والتي انتهت في 1735.

## مواليد
- ماركيز روكنغهام
- وليام كلاسكوك
- جيمس كريستي

### يونيو
- 26 يونيو شارل مسييه، فلكي فرنسي.

## وفيات
- عبد الغني النابلسي
- نديم

### بدون شهر ويوم محدد
- خناتة بنت بكار، عالمة وفقيهة وأديبة مغربية.